# 1995 en santé et médecine
| Années de la santé et de la médecine : 1992 - 1993 - 1994 - 1995 - 1996 - 1997 - 1998    |
| Décennies de la santé et de la médecine : 1960 - 1970 - 1980 - 1990 - 2000 - 2010 - 2020 |

Cet article présente les faits marquants de l'année 1995 en santé et médecine.

## Évènements
- Décembre : le saquinavir est le premier inhibiteur de protéase autorisé par la FDA aux États-Unis.

## Décès
- 20 janvier : Margaret Pittman (née en 1901), bactériologiste américaine, chef de laboratoire des produits bactériens au National Institutes of Health (NIH).
- 15 mars : Paul Bernard (né en 1909), psychiatre français[1].